# Ahasverus rectus
Ahasverus rectus és una espècie de coleòpter polífag de la família Silvanidae. Es troba al sud dels EUA.